# Sammy Johns
Pour les articles homonymes, voir Johns.
Sammy Johns, né le 7 février 1946 à Charlotte et mort le 4 janvier 2013 à Gastonia, est un chanteur et compositeur américain.

## Discographie
- 1973 : Sammy Johns, General Recording
- 1994 : Golden Classics
- 2000 : Honky Tonk Moon